# هیرومی کوجیما
هیرومی کوجیما (به انگلیسی: Hiromi Kojima) بازیکن فوتبال اهل ژاپن و عضو تیم ملی فوتبال ژاپن است که در تاریخ ۲۶ آوریل ۲۰۰۰ میلادی اولین بازی ملی‌اش را انجام داد. او در ۱ بازی ملی حضور داشت و آخرین بازی ملی خود را در تاریخ ۲۶ آوریل ۲۰۰۰ میلادی انجام داد. هیرومی کوجیما در بازی‌های ملی‌اش
گلی به ثمر نرساند.